# Per Borten
Per Borten (Flå, 3 aprile 1913 – Trondheim, 20 gennaio 2005) è stato un politico norvegese.
Fu primo ministro della Norvegia dal 1965 al 1971.